# Shahdaghberg
De Shahdaghberg (Azerbeidzjaans: Şahdağ) is een berg van 4243 meter hoogte in de Grote Kaukasus, in de Qusar-rajon van Azerbeidzjan, nabij de grens met Rusland.
Aan de voet van de berg zijn grotten gevonden met tekenen van voorhistorische bewoning 9000 jaar geleden.
De berg bestaat uit magnesiumhoudend gesteente, kalksteen en marmer.
De berg is een van de laatste toppen in Azerbeidzjan die nog niet beklommen is. De hoge kliffen en de sterke wind maken beklimming moeilijk. Een poging in februari 2007 met acht klimmers faalde. 